# Prionospio pulchra
Prionospio pulchra är en ringmaskart som beskrevs av Imajima 1990. Prionospio pulchra ingår i släktet Prionospio och familjen Spionidae. Inga underarter finns listade i Catalogue of Life.